# Félix Maurice Hedde
Félix Maurice Hedde (Brest, 31 marzo 1879 – Lạng Sơn, 4 maggio 1960) è stato un vescovo cattolico e missionario francese.

## Biografia
Félix Maurice Hedde nacque il 31 marzo 1879 a Brest. Era nipote dello storico, diplomatico ed imprenditore Isidore Hedde e dell'ufficiale della marina militare francese Olivier Voutier.
Dopo aver terminato il seminario minore, chiese di entrare nell'ordine domenicano. Proseguì gli studi presso il Rosary Hill a New York e in seguito si recò al monastero di Saint Etienne a Gerusalemme, dove fu ordinato prete il 24 maggio 1902. Nel 1926 fu inviato in Vietnam e nel 1927 fu nominato parroco della parrocchia di Tà Lùng.
Il 1º giugno 1929 fu nominato amministratore apostolico della prefettura apostolica di Lạng Sơn e Cao Bằng, venendone nominato prefetto due anni dopo, il 20 novembre 1931. Negli anni in cui prestò servizio come prefetto, il numero dei nuovi cristiani crebbe notevolmente, così come il numero di nuovi sacerdoti vietnamiti originari della regione.
Gli incoraggianti risultati nell'evangelizzazione locale portarono papa Pio XII ad elevare la prefettura apostolica a vicariato apostolico l'11 luglio 1939 con la bolla Libenti animo ed a nominare monsignor Hedde vicario apostolico, assegnandogli la sede titolare di Echino.
Ricevette l'ordinazione episcopale il 30 novembre 1939 per imposizione delle mani dell'arcivescovo Antonin-Fernand Drapier.
Durante la sua lunga permanenza in Vietnam fu testimone della storia travagliata del paese negli oltre trent'anni di tumulti legati alle forze indipendentiste contro la Francia, la devastante guerra d'Indocina, l'occupazione giapponese ed infine le persecuzioni contro gli stranieri e contro tutti i cristiani culminato nella separazione del Vietnam in due stati.
Le gravi vicende che sconvolsero il paese tuttavia accesero un profondo zelo missionario che infatti lo portò a rimanere nel territorio del vicariato, nonostante i pericoli, per compiere il suo dovere pastorale.
Con l'aggravarsi della situazione politica e sociale del Vietnam, si vide costretto nel 1948 a richiedere alla Santa Sede l'assegnazione di un vescovo coadiutore, proponendo come candidato un altro prete missionario francese. La nomina di un ulteriore straniero come vescovo fu malvista dalle autorità governative, che reagirono imponendo gli arresti domiciliari di monsignor Hedde. Il governo del vicariato venne de facto assunto dal vescovo coadiutore fino all'espulsione dal paese anche di quest'ultimo. 
Monsignor Hedde, nel frattempo ammalatosi, rimase quindi solo e in libertà vigilata, in quanto comunque infermo, fino alla morte sopraggiunta il 4 maggio 1960 a Lạng Sơn.

## Genealogia episcopale e successione apostolica
La genealogia episcopale è:
- Patriarca Eliya XII Denha
- Patriarca Yukhannan VIII Hormizd
- Vescovo Isaie Jesu-Yab-Jean Guriel
- Arcivescovo Augustin Hindi
- Patriarca Yosep VI Audo
- Patriarca Eliya XIV Abulyonan
- Patriarca Yosep Emmanuel II Thoma
- Vescovo François David
- Arcivescovo Antonin-Fernand Drapier, O.P.
- Vescovo Félix Maurice Hedde, O.P.

La successione apostolica è:
- Vescovo Réginald-André-Paulin-Edmond Jacq, O.P. (1948)